# واربورو
واربورو (به انگلیسی: Warborough) یک روستا و محله مدنی در بریتانیا است که در آکسفوردشر جنوبی واقع شده‌است. واربورو ۹۸۷ نفر جمعیت دارد.